# Darbhanga (distrikt)
Darbhanga (engelska: Darbhanga district, bihari: दरभंगा जिला, nepalesiska: दरभंगा जिल्ला, gujarati: દરભંગા જિલ્લો, marathi: दरभंगा जिल्हा, oriya: ଦରଭଙ୍ଗା ଜିଲ୍ଲା, urdu: دربھنگا ضلع) är ett distrikt i Indien.   Det ligger i delstaten Bihar, i den nordöstra delen av landet, 900 km öster om huvudstaden New Delhi. Antalet invånare är 3 937 385. Arean är 2 278 kvadratkilometer. Darbhanga gränsar till Madhubani och Saharsa.
Terrängen i Darbhanga är mycket platt.
Följande samhällen finns i Darbhanga:
- Darbhanga
- Supaul